# Tayikistán en los Juegos Olímpicos de Pekín 2008
Tayikistán estuvo representado en los Juegos Olímpicos de Pekín 2008 por un total de 15 deportistas, 12 hombres y 3 mujeres, que compitieron en 8 deportes.
El portador de la bandera en la ceremonia de apertura fue el atleta Dilshod Nazarov.

## Medallistas
El equipo olímpico tayiko obtuvo las siguientes medallas:
| Nombre            | Deporte     | Competición |
| ----------------- | ----------- | ----------- |
| Oro               |             |             |
| —                 |             |             |
| Plata             |             |             |
| Yusup Abdusalomov | Lucha libre | 84 kg M     |
| Bronce            |             |             |
| Rasul Boqiev      | Judo        | –73 kg M    |